# Katolikos svih Armenaca
Katolikos svih Armenaca (armenski: Ամենայն հայոց կաթողիկոսներ) - glavni biskup (episkop) Armenske apostolske Crkve. 
Puna titula je Vrhovni patrijarh i Katolikos svih Armenaca. Također se smatra i duhovnim vođom armenske nacije, pod čijom se nadležnošću nalaze svi Armenci kako u samoj Armeniji, tako i u armenskoj dijaspori. Prema predaji, prvi katolikos bio je sv. Grgur Prosvjetitelj, a Armenija je 301. postala prva država na svijetu, u kojoj je kršćanstvo postalo službena religija. Kršćanstvo su u Armeniju donijeli apostoli sv. Juda Tadej i sv. Bartol. Njih Armenska apostolska Crkva slavi kao svece zaštitnike.
Tradicionalno sjedište katolikosa je Sveta stolica Edžmijazdina koja se nalazi u gradu Vagaršapatu u Armeniji.